# Belkowanie (architektura)

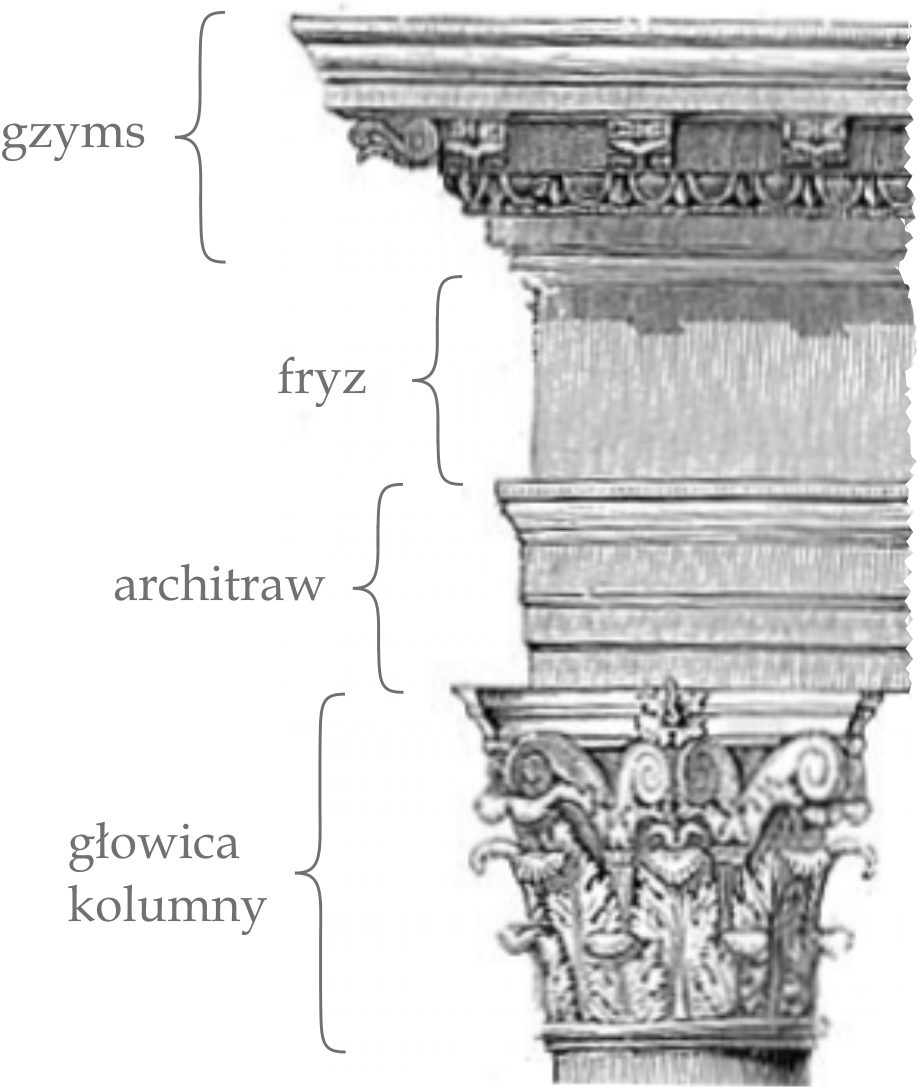
Belkowanie nad głowicą kolumny w porządku korynckim (z portyku rzymskiego Panteonu)

Belkowanie, entablatura (w architekturze klasycznej) – element konstrukcyjny leżący poziomo na kolumnach, półkolumnach i pilastrach. Składa się z trzech części: architrawu, fryzu i gzymsu.

## Historia
W historii architektury zmieniały się: wygląd, funkcja i zakres stosowania belkowania.
- W klasycznej architekturze greckiej wygląd (kształt i proporcje poszczególnych elementów) są różne w różnych porządkach architektonicznych:
  - porządek dorycki posiadał prosty architraw złożony z kamiennych belek wspartych na głowicach kolumn, fryz składał się ze żłobkowanych tryglifów i metop. Pomiędzy architrawem a fryzem znajdowała się listwa (taenia) pod którą, na szerokość tryglifów, umieszczone były listewki (regulae) ozdobione łezkami (guttae). Do wysuniętego gzymsu, nad każdą metopą i tryglifem, przymocowane były płytki (mutuli) również ozdobione łezkami[1].
  - w porządku jońskim architraw podzielony jest uskokowo na trzy poziome pasy, od ozdobionego płaskorzeźbami fryzu oddziela go niewielki gzyms. Nad fryzem znajduje się lekko podcięty gzyms o prostej formie[2]. Często poszczególne elementy belkowania przedzielone były kimationem z astragalami[3]
  - w porządku korynckim poszczególne elementy belkowania były podobne do jońskiego, ale różniły się proporcjami[4].

- W architekturze rzymskiej belkowanie zastosowano jako element zwieńczający ścianę, a także do rozdzielania poszczególnych kondygnacji. Pojawiło się również belkowanie nad arkadami. Belkowanie wieńczyło tu kolumny przyścienne wtopione w filar arkady.

- W architekturze średniowiecznej belkowanie zaczęło wtapiać się i rozmywać w innych elementach architektonicznych, a w architekturze czysto gotyckiej zanikło zupełnie[5].

- W renesansie nastąpił powrót do tradycji belkowania, ale jego interpretacja była bardziej swobodna. Belkowanie pojawiało się między innymi w krótkich odcinkach nad pojedynczymi elementami (np. nad pilastrami) lub formie impostów nad głowicami kolumn oraz w zwieńczeniach okien, portali, obramowaniach ołtarzy i nagrobków, pełniąc rolę dekoracyjną. Czasem belkowanie pozbawione było jednego z elementów, najczęściej architrawu.

- W architekturze baroku pojawiły się formy belkowania wygiętego, wyłamanego czy przerywanego.

- Klasycyzm był okresem powrotu belkowania do jego pierwotnego klasycznego kształtu i funkcji.